# یوسفین آسپلوند
یوسِـفین آسپلوند (سوئدی: Josefin Asplund؛ زادهٔ ۱۵ اکتبر ۱۹۹۱) بازیگر اهل سوئد است.
از فیلم‌ها یا برنامه‌های تلویزیونی که وی در آن نقش داشته‌است، می‌توان به وایکینگ‌ها، دختری با خالکوبی اژدها و دایره اشاره کرد.